# Иногамов, Алиджан Ясинджанович
Алиджан Ясинджанович Иногамов (род. 13 сентября 1945) — советский футболист, защитник.
Воспитанник футбольной школы московского «Локомотива». В 1963—1965 годах играл за дубль команды. С 1966 года начал также играть за основную команду, всего провёл в чемпионате 72 матча, забил два гола. По ходу сезона-1969 перешёл в клуб класса «Б» «Авангард» Антрацит. 1970 год начал в симферопольской «Таврии». После гостевого матча со СКА Львов, состоявшегося 14 июля, Иногамов был арестован московскими сотрудниками правоохранительных органов и после этого в командах мастеров не играл. Дальнейшая судьба неизвестна[уточнить].